# Taenogera nitida
Taenogera nitida är en tvåvingeart som först beskrevs av Macquart 1850.  Taenogera nitida ingår i släktet Taenogera och familjen stilettflugor. Inga underarter finns listade i Catalogue of Life.